# Atletism la Jocurile Olimpice de vară din 2024 - 800 m (masculin)
Proba de atletism 800 de metri masculin de la Jocurile Olimpice de vară din 2024 a avut loc în perioada 7-11 august 2024 pe Stade de France.

## Recorduri
Înaintea acestei competiții, recordurile mondiale și olimpice erau următoarele:
| Record  | Atlet               | Timp    | Loc                    | Data          |
| ------- | ------------------- | ------- | ---------------------- | ------------- |
| Mondial | David Rudisha (KEN) | 1:40,91 | Londra, Marea Britanie | 9 august 2012 |
| Olimpic | David Rudisha (KEN) | 1:40,91 | Londra, Marea Britanie | 9 august 2012 |

## Program
Orele sunt ora Franței (UTC+1) 
| Data                    | Oră   | Etapă        |
| ----------------------- | ----- | ------------ |
| Miercuri, 7 august 2024 | 11:55 | Primul tur   |
| Joi, 8 august 2024      | 12:00 | Recalificări |
| Vineri, 9 august 2024   | 11:30 | Semifinale   |
| Sâmbătă, 10 august 2024 | 19:25 | Finala       |

## Rezultate

### Primul tur
S-au calificat în semifinale primii trei atleți din fiecare serie (C). Toți ceilalți au avansat în runda de recalificări.

#### Seria 1
| Loc | Culoar | Atlet                   | Țară                          | Timp    | Note |
| --- | ------ | ----------------------- | ----------------------------- | ------- | ---- |
| 1   | 1      | Eliott Crestan          | Belgia                        | 1:45,51 | C    |
| 2   | 8      | Marco Arop              | Canada                        | 1:45,74 | C    |
| 3   | 5      | Peyton Craig            | Australia                     | 1:45,81 | C    |
| 4   | 4      | Handal Roban            | Sfântul Vicențiu și Grenadine | 1:46,00 |      |
| 5   | 9      | Abdelati El Guesse      | Maroc                         | 1:46,91 |      |
| 6   | 6      | Tumo Nkape              | Botswana                      | 1:46,99 |      |
| 7   | 3      | Abubaker Haydar Abdalla | Qatar                         | 1:48,42 |      |
| 8   | 7      | James Preston           | Noua Zeelandă                 | 1:48,50 |      |
| 9   | 2      | Abraham Guem            | Sudanul de Sud                | 1:48,74 | PB   |

#### Seria 2
| Loc | Culoar | Atlet               | Țară      | Timp    | Note |
| --- | ------ | ------------------- | --------- | ------- | ---- |
| 1   | 8      | Gabriel Tual        | Franța    | 1:45,13 | C    |
| 2   | 4      | Mark English        | Irlanda   | 1:45,15 | C    |
| 3   | 2      | Tshepiso Masalela   | Botswana  | 1:45,58 | C    |
| 4   | 3      | Jakub Dudycha       | Cehia     | 1:45,62 |      |
| 5   | 9      | Koitatoi Kidali     | Kenya     | 1:45,84 |      |
| 6   | 7      | Edose Ibadin        | Nigeria   | 1:46,56 |      |
| 7   | 5      | Mohamed Ali Gouaned | Algeria   | 1:47,34 |      |
| 8   | 6      | Ali Idow Hassan     | Somalia   | 1:48,72 |      |
| 9   | 1      | Mohammed Dwedar     | Palestina | 1:54,83 |      |

#### Seria 3
| Loc | Culoar | Atlet             | Țară                       | Timp    | Note |
| --- | ------ | ----------------- | -------------------------- | ------- | ---- |
| 1   | 9      | Emmanuel Wanyonyi | Kenya                      | 1:44,64 | C    |
| 2   | 2      | Catalin Tecuceanu | Italia                     | 1:44,80 | C    |
| 3   | 3      | Andreas Kramer    | Suedia                     | 1:44,93 | C    |
| 4   | 8      | Adrián Ben        | Spania                     | 1:45,03 |      |
| 5   | 7      | Ryan Clarke       | Olanda                     | 1:45,56 |      |
| 6   | 1      | Joseph Deng       | Australia                  | 1:45,87 |      |
| 7   | 4      | Tibo De Smet      | Belgia                     | 1:46,03 |      |
| 8   | 5      | Brandon Miller    | Statele Unite ale Americii | 1:46,34 |      |
| 9   | 6      | Yervand Mkrtchyan | Armenia                    | 1:49,91 | RN   |

#### Seria 4
| Loc | Culoar | Atlet               | Țară                           | Timp    | Note |
| --- | ------ | ------------------- | ------------------------------ | ------- | ---- |
| 1   | 1      | Djamel Sedjati      | Algeria                        | 1:45,84 | C    |
| 2   | 9      | Elliot Giles        | Marea Britanie                 | 1:45,93 | C    |
| 3   | 5      | Hobbs Kessler       | Statele Unite ale Americii     | 1:46,15 | C    |
| 4   | 8      | Simone Barontini    | Italia                         | 1:46,33 |      |
| 5   | 2      | Elvin Josué Canales | Spania                         | 1:46,48 |      |
| 6   | 3      | Pieter Sisk         | Belgia                         | 1:46,60 |      |
| 7   | 7      | Peter Bol           | Australia                      | 1:47,50 |      |
| 8   | 6      | Dennick Luke        | Dominica                       | 1:47,54 |      |
| 9   | 4      | Musa Suliman        | Echipa Olimpică a Refugiaților | 1:49,61 |      |

#### Seria 5
| Loc | Culoar | Atlet              | Țară           | Timp    | Note |
| --- | ------ | ------------------ | -------------- | ------- | ---- |
| 1   | 2      | Ben Pattison       | Marea Britanie | 1:45,56 | C    |
| 2   | 3      | Edmund Du Plessis  | Africa de Sud  | 1:45,73 | C    |
| 3   | 5      | Wyclife Kinyamal   | Kenya          | 1:45,86 | C    |
| 4   | 1      | Benjamin Robert    | Franța         | 1:45,92 |      |
| 5   | 7      | Navasky Anderson   | Jamaica        | 1:46,82 |      |
| 6   | 9      | Tobias Grønstad    | Norvegia       | 1:46,85 |      |
| 7   | 6      | Mateusz Borkowski  | Polonia        | 1:47,50 |      |
| 8   | 8      | José Antonio Maita | Venezuela      | 1:48,02 |      |
| 9   | 4      | Chhun Bunthorn     | Cambodgia      | 1:53,31 |      |

#### Seria 6
| Loc | Culoar | Atlet                | Țară                       | Timp    | Note |
| --- | ------ | -------------------- | -------------------------- | ------- | ---- |
| 1   | 7      | Mohamed Attaoui      | Spania                     | 1,44:81 | C    |
| 2   | 4      | Bryce Hoppel         | Statele Unite ale Americii | 1:45,24 | C    |
| 3   | 1      | Max Burgin           | Marea Britanie             | 1:45,36 | C    |
| 4   | 6      | Corentin Le Clezio   | Franța                     | 1:45,42 |      |
| 5   | 2      | Jesús Tonatiú López  | Mexic                      | 1:45,82 |      |
| 6   | 8      | Tom Dradriga         | Uganda                     | 1:46,05 |      |
| 7   | 5      | Kethobogile Haingura | Botswana                   | 1:46,46 |      |
| 8   | 3      | Slimane Moula        | Algeria                    | 1:46,71 |      |

### Recalificări
S-au calificat în semifinale primul sportiv din fiecare cursă (C) și următorii atleți cu cei mai buni 2 timpi (c).

#### Seria 1
| Loc | Culoar | Atlet                | Țară      | Timp    | Note |
| --- | ------ | -------------------- | --------- | ------- | ---- |
| 1   | 6      | Kethobogile Haingura | Botswana  | 1:45,52 | C    |
| 2   | 1      | Slimane Moula        | Algeria   | 1:45,67 |      |
| 3   | 4      | Corentin Le Clezio   | Franța    | 1:45,72 |      |
| 4   | 8      | Peter Bol            | Australia | 1:46,12 |      |
| 5   | 5      | Tom Dradriga         | Uganda    | 1:46,15 |      |
| 6   | 7      | Dennick Luke         | Dominica  | 1:46,81 | RN   |
| 7   | 9      | Edose Ibadin         | Nigeria   | 1:49,09 |      |
| 8   | 2      | Chhun Bunthorn       | Cambodgia | 1:53,42 |      |
|     | 3      | Abdelati El Guesse   | Maroc     | NS      |      |

#### Seria 2
| Loc | Culoar | Atlet               | Țară                           | Timp    | Note |
| --- | ------ | ------------------- | ------------------------------ | ------- | ---- |
| 1   | 4      | Jesús Tonatiú López | Mexic                          | 1:45,13 | C    |
| 2   | 8      | Adrián Ben          | Spania                         | 1:45,37 |      |
| 3   | 2      | Pieter Sisk         | Belgia                         | 1:45,49 |      |
| 4   | 7      | Handal Roban        | Sfântul Vicențiu și Grenadine  | 1:45,80 |      |
| 5   | 1      | Navasky Anderson    | Jamaica                        | 1:46,01 |      |
| 6   | 6      | Koitatoi Kidali     | Kenya                          | 1:46,37 |      |
| 7   | 9      | Jakub Dudycha       | Cehia                          | 1:49,94 |      |
| 8   | 3      | Yervand Mkrtchyan   | Armenia                        | 1:50,07 |      |
| 9   | 5      | Musa Suliman        | Echipa Olimpică a Refugiaților | 1:50,11 |      |

#### Seria 3
| Loc | Culoar | Atlet                   | Țară          | Timp    | Note |
| --- | ------ | ----------------------- | ------------- | ------- | ---- |
| 1   | 6      | Simone Barontini        | Italia        | 1:45,56 | C    |
| 2   | 8      | Benjamin Robert         | Franța        | 1:45,83 |      |
| 3   | 7      | José Antonio Maita      | Venezuela     | 1:46,44 |      |
| 4   | 5      | Tibo De Smet            | Belgia        | 1:46,59 |      |
| 5   | 3      | Joseph Deng             | Australia     | 1:48,58 |      |
| 6   | 4      | James Preston           | Noua Zeelandă | 1:50,53 |      |
|     | 2      | Abubaker Haydar Abdalla | Qatar         | NS      |      |
|     | 9      | Ali Idow Hassan         | Somalia       | NS      |      |

#### Seria 4
| Loc | Culoar | Atlet               | Țară                       | Timp    | Note   |
| --- | ------ | ------------------- | -------------------------- | ------- | ------ |
| 1   | 3      | Brandon Miller      | Statele Unite ale Americii | 1:44,21 | C      |
| 2   | 2      | Mohamed Ali Gouaned | Algeria                    | 1:44,37 | c, =PB |
| 3   | 1      | Tobias Grønstad     | Norvegia                   | 1:44,57 | c, PB  |
| 4   | 9      | Elvin Josué Canales | Spania                     | 1:44,65 |        |
| 5   | 4      | Ryan Clarke         | Olanda                     | 1:44,70 | PB     |
| 6   | 5      | Mateusz Borkowski   | Polonia                    | 1:45,27 | PB     |
| 7   | 6      | Tumo Nkape          | Botswana                   | 1:45,57 |        |
| 8   | 8      | Abraham Guem        | Sudanul de Sud             | 1:49,45 |        |
| 9   | 7      | Mohammed Dwedar     | Palestina                  | 1:54,83 |        |

### Semifinale
S-au calificat în finală primii doi atleți din fiecare semifinală (C) și următorii atleți cu cei mai buni 2 timpi (c).

#### Semifinala 1
| Loc | Culoar | Atlet               | Țară                       | Timp    | Note |
| --- | ------ | ------------------- | -------------------------- | ------- | ---- |
| 1   | 6      | Djamel Sedjati      | Algeria                    | 1:45,08 | C    |
| 2   | 4      | Tshepiso Masalela   | Botswana                   | 1:45,33 | C    |
| 3   | 5      | Catalin Tecuceanu   | Italia                     | 1:45,38 |      |
| 4   | 7      | Ben Pattison        | Marea Britanie             | 1:45,57 | PB   |
| 5   | 3      | Brandon Miller      | Statele Unite ale Americii | 1:45,79 |      |
| 6   | 9      | Mark English        | Irlanda                    | 1:45,97 |      |
| 7   | 8      | Andreas Kramer      | Suedia                     | 1:46,73 |      |
| 8   | 2      | Jesús Tonatiú López | Mexic                      | 1:50,38 |      |

#### Semifinala 2
| Loc | Culoar | Atlet               | Țară                       | Timp    | Note |
| --- | ------ | ------------------- | -------------------------- | ------- | ---- |
| 1   | 6      | Marco Arop          | Canada                     | 1:45,05 | C    |
| 2   | 7      | Gabriel Tual        | Franța                     | 1:45,16 | C    |
| 3   | 8      | Wyclife Kinyamal    | Kenya                      | 1:45,29 |      |
| 4   | 4      | Edmund du Plessis   | Africa de Sud              | 1:45,34 |      |
| 5   | 9      | Elliot Giles        | Marea Britanie             | 1:45,46 |      |
| 6   | 5      | Hobbs Kessler       | Statele Unite ale Americii | 1:46,20 |      |
| 7   | 3      | Tobias Grønstad     | Norvegia                   | 1:46,37 |      |
| 8   | 2      | Mohamed Ali Gouaned | Algeria                    | 1:46,52 |      |

#### Semifinala 3
| Loc | Culoar | Atlet                | Țară                       | Timp    | Note  |
| --- | ------ | -------------------- | -------------------------- | ------- | ----- |
| 1   | 8      | Emmanuel Wanyonyi    | Kenya                      | 1:43,32 | C     |
| 2   | 5      | Bryce Hoppel         | Statele Unite ale Americii | 1:43,41 | C     |
| 3   | 9      | Max Burgin           | Marea Britanie             | 1:43,50 | c, PB |
| 4   | 7      | Mohamed Attaoui      | Spania                     | 1:43,69 | c     |
| 5   | 6      | Eliott Crestan       | Belgia                     | 1:43,72 |       |
| 6   | 4      | Peyton Craig         | Australia                  | 1:44,11 | PB    |
| 7   | 2      | Kethobogile Haingura | Botswana                   | 1:44,95 |       |
| 8   | 3      | Simone Barontini     | Italia                     | 1:46,17 |       |

### Finala
| Loc | Culoar | Atlet             | Țară                       | Timp    | Note |
| --- | ------ | ----------------- | -------------------------- | ------- | ---- |
| 1   | 8      | Emmanuel Wanyonyi | Kenya                      | 1,41:19 | PB   |
| 2   | 9      | Marco Arop        | Canada                     | 1:41,20 | RC   |
| 3   | 5      | Djamel Sedjati    | Algeria                    | 1:41,50 |      |
| 4   | 4      | Bryce Hoppel      | Statele Unite ale Americii | 1:41,67 | RN   |
| 5   | 6      | Mohamed Attaoui   | Spania                     | 1:42,08 |      |
| 6   | 7      | Gabriel Tual      | Franța                     | 1:42,14 |      |
| 7   | 3      | Tshepiso Masalela | Botswana                   | 1:42,82 | PB   |
| 8   | 2      | Max Burgin        | Marea Britanie             | 1:42,84 |      |